# Јован Комнин Ватац
Јован Комнин Ватац (грчки: Ἱωάννης Κομνηνός Βατάτζης; 1132—16. мај 1183) је био византијски војсковођа и политичар.

## Породица
Јован Комнин Ватац је био син севастохипертатоса Теодора Ватаца и порфирогените Евдокије Комнин, ћерке цара Јована II Комнина (1118-1143) и Ирине Угарске. Припадао је породици Ватац, веома угледној у Царству, посебно у области Једрена у Тракији. Јованови родитељи венчали су се 1131. године, а сам Јован је рођен убрзо након тога, вероватно већ 1132. године. Имао је брата Андроника који је такође био успешан војсковођа. Командовао је византијском војском у нападу на Амасију 1176. године када је страдао у сукобу са Турцима. Турци су истакли његову одсечену главу у бици код Мириокефалона. Јован је имао још једног брата, Алексија. Јованова жена, Марија Дукина, родила му је два сина: Алексија и Манојла.

## Биографија
Јован се истиче као војсковођа 1170.тих година у служби цара Манојла I Комнина (1143-1180). Војним вештинама подучавао га је, без сумње, отац Теодор, такође истакнути генерал који је 1151. године предузео опсаду угарског града Земуна и 1158. године заузео Тарс у Киликији. Године 1176. цар Манојло покушао је да покори Румски султанат и истера Турке из Анадолије. У овом рату страдао је Јованов старији брат Андроник. Рат је завршен поразом Византинаца код Мириокефалона. Јован Комнин Ватац стављен је на чело византијске војске која се супротставила војсци султана Килиџ Арслана II од 24.000 људи. Арслан је послао војску да пљачка византијске територије у западној Малој Азији. Ватац је пресрео турску војску која се, након пљачке, враћала на своју територију. Поставио им је заседу код реке Меандер. Турци су потпуно поражени. Никита Хонијат наводи да се само неколико од више хиљада војника спасло. Командант Селџука, са титулом атабега, страдао је у бици.
Ватац се у изворима следећи пут помиње 1182. године. Носио је титулу мегадоместика, врховног команданта византијске војске. Био је и стратег теме Тракије, са центром у Једрену. Манојла је 1180. године наследио син Алексије II Комнин. Пошто је он био још увек дете, регентство је вршила његова мајка Марија Антиохијска. Она је била непопуларна у аристократским круговима који су јој замерали латинско порекло. Ватац је у државном удару из 1182. године подржао легитимног цара. Андроник Контостефан омогућио је Андронику I да уђе у Цариград. Ватац се у то време налазио у близини Филаделфије (западна Мала Азија). Вероватно је смењен са положаја стратега Тракије. Нови цар је послао генерала Андроника Лампарда на Ватаца са великим снагама. Ватац, тада озбиљно болестан, је дочекао Лампарда код Филаделфије. Ватацове снаге, којима командују и његови синови, наносе пораз Лампардовим снагама. Међутим, свега неколико дана касније, 16. маја 1182. године, Ватац је умро. Побуна је након његове смрти брзо угушена. Ватацови синови побегли су селџучком султану. При покушају да побегну на Сицилију, заробљени су. Андроник је наложио да се ослепе. Андроник је сматрао Ватацову смрт Божјим провиђењем што га је подстакло да се прогласи Алексијевим савладаром.

### Примарни
- Choniates, Niketas (1984). O City of Byzantium: Annals of Niketas Choniates. transl. by H. Magoulias. Detroit. ISBN 978-0-8143-1764-8.
- Kinnamos, John (1976). Deeds of John and Manuel Comnenus. transl. by Charles M. Brand. Columbia University Press.

### Секундарни
- Angold, Michael (1984). The Byzantine Empire, 1025–1204: A Political History. Longman.
- Birkenmeier, John W. (2002). The Development of the Komnenian Army: 1081–1180. Brill. ISBN 978-90-04-11710-5.
- Magdalino, Paul (2002). The Empire of Manuel I Komnenos, 1143-1180. Cambridge University Press. ISBN 978-0-521-52653-1.
- Varzos, Konstantinos (1984). Η Γενεαλογία των Κομνηνών [The Genealogy of the Komnenoi] (PDF) (на језику: Greek). B. Thessaloniki: Centre for Byzantine Studies, University of Thessaloniki. OCLC 834784665. Архивирано из оригинала (PDF) 30. 01. 2021. г. Приступљено 30. 06. 2023.